# Colturano
Colturano ist eine Gemeinde mit 2039 Einwohnern (Stand 31. Dezember 2023) in der Metropolitanstadt Mailand, Region Lombardei.
Die Nachbarorte von Colturano sind Mediglia, Tribiano, San Giuliano Milanese, Dresano, Vizzolo Predabissi und Melegnano.

## Demografie
Colturano zählt 788 Privathaushalte. Zwischen 1991 und 2001 stieg die Einwohnerzahl von 1285 auf 1934. Dies entspricht einem prozentualen Zuwachs von 50,5 %.